# FC 트벤터 프라우언
FC 트벤터 프라우언(FC Twente Vrouwen)은 네덜란드 엔스헤데를 연고지로 하는 프로 축구 클럽으로 FC 트벤터의 여성팀이다. 현재 네덜란드 최상위 여자 축구 리그인 프라우언 에레디비시에 참가하고 있다.

## 수상

### 국내
- 네덜란드 리그 챔피언
  - 우승 (9): 2011, 2013*, 2014*, 2015*, 2016, 2019, 2021, 2022, 2024
- 베네리그
  - 우승 (2): 2013, 2014
- KNVB 베커르 프라우언
  - 우승 (3): 2008, 2015, 2023
- KNVB 여자 슈퍼컵
  - 우승 (2): 2022, 2023
- 에레디비시컵
  - 우승 (1): 2021-22
- 베네 슈퍼컵
  - 준우승 (1): 2011

*벨기에-네덜란드 통합 리그인 베네리그 (BeNe League)가 시행되던 시기 (2012년-2015년)에 네덜란드 왕립 축구 협회는 베네리그에서 가장 순위가 높았던 네덜란드 클럽팀을 그 시즌 네덜란드 챔피언으로 간주하였다.